# يوم عصيب
يوم عصيب (بالكورية: 끝까지 간다)‏ هو فيلم أكشن إثارة كوري جنوبي من بطولة لي سون-كيون، تشو جين وونغ، شين جونغ جيون وجونغ مان سيك، صدر الفيلم في كوريا الجنوبية في 29 مايو 2014.

## روابط خارجية
- الموقع الرسمي
- يوم عصيب على موقع IMDb (الإنجليزية)
- يوم عصيب على موقع ميتاكريتيك (الإنجليزية)
- يوم عصيب على موقع روتن توميتوز (الإنجليزية)
- يوم عصيب على موقع ألو سيني (الفرنسية)
- يوم عصيب على موقع أول موفي (الإنجليزية)
- يوم عصيب على موقع فيلمافينيتي (الإسبانية)
- يوم عصيب على موقع قاعدة بيانات الفيلم (الإنجليزية)
- يوم عصيب على موقع ليتربوكسد (الإنجليزية)
- يوم عصيب على موقع كينوبويسك (الروسية)